# Macrochiridothea multituberculata
Macrochiridothea multituberculata là một loài chân đều trong họ Chaetiliidae. Loài này được Nordenstam miêu tả khoa học năm 1933.